# アドベンチャーシート
アドベンチャーシート (Adventure Sheet) または冒険記録紙（ぼうけんきろくし）とは、ゲームブックをプレイする際に、体力の数値や持ち物などを記録し管理するための用紙である。

## 概要
アドベンチャーシートは、世界最初のゲームブックである『火吹山の魔法使い』に添付され、以後多くのゲームブックに添付されている。
一般に、体力や技量などの数値の増減を管理する欄、冒険の途中で手に入れた金貨や宝物、食料の数などを記録する欄がそれぞれ印刷されている。
言ってみればテーブルトークRPGのキャラクターシートを簡略化したものである。
モンスターとの戦闘があるゲームブックでは、敵の体力などを一時的に管理する作業用のスペースが設けてあることも多い。
ゲームブックの複雑化に伴い、記録する内容は増加する傾向にあった。
キャラクターの能力以外にも、フラグ管理のためにチェック欄を設けたものも存在する。
これら項目の増加は、キャラクターやゲーム世界の変化をよりリアルに表現する反面、プレイヤーが管理に手間を取られ興醒めしてしまう場合もある。

## 添付形態
基本的には本文に印刷されたページの一部として提供されるが、社会思想社や東京創元社などの出版するゲームブックには、本文よりやや大きく印刷された別紙として挟み込んだものが添付されている。
別紙が添付されない場合には、ページを切り取るかコピーを取る必要があり、さもなくば記録の度にアドベンチャーシートのページを開いて記入することになる。

## 使用方法
記録内容は頻繁に変化するので、後で消せるように普通は鉛筆・シャープペンシルが記入に用いられる。
別紙を保存したい場合やページを切り取りたくない場合はコピーを取って使用する。
ただ、ブーム初期の1980年代中頃は、コンビニエンスストアにコピー機が普及する過渡期であったため、主な読者層の小学生～高校生が気軽にコピーを取れる状況にないこともあった。
このため、手作りのアドベンチャーシートを使用する者もいた。
パーソナルコンピュータの普及にともない、「電子版アドベンチャーシート」とでも言うべきソフトウェアを作成する者も現れている。
多くはサイコロを振ったり、戦闘の計算を簡便にする機能を備えている。

## デザイン
入力欄の枠や文字だけを配したシンプルなものから、羊皮紙を思わせるデザインのものまで様々なものが存在する。
別紙のある場合は、裏面を作業スペースとして用意したり、冒険の舞台の地図を印刷したりするものもある。